# Remotaspidiotus bossieae
Remotaspidiotus bossieae är en insektsart som först beskrevs av William Miles Maskell 1892.  Remotaspidiotus bossieae ingår i släktet Remotaspidiotus och familjen pansarsköldlöss. Inga underarter finns listade i Catalogue of Life.